# Лакун
Лакун (лезг. ЛекIун) — село в Рутульском районе Дагестана. Входит в Хлютское сельское поселение.

## География
Располагается в долине реки Лакункам, в 9 км восточнее районного центра села Рутул.

## Население
| 1895 | 1926 | 1939 | 1970 | 1989 | 2002 | 2010 |
| ---- | ---- | ---- | ---- | ---- | ---- | ---- |
| 81   | ↗110 | ↗126 | ↗139 | ↘14  | ↗17  | ↘13  |
| 2021 |      |      |      |      |      |      |
| ↗21  |      |      |      |      |      |      |